# Thorwald Dethlefsen
Thorwald Dethlefsen (* 11. Dezember 1946 in Herrsching am Ammersee; † 1. Dezember 2010 in Wien) war ein deutscher Diplompsychologe und Esoteriker, der sich mit psychotherapeutischen Methoden beschäftigte und mehrere Bücher verfasste.

## Leben
Dethlefsen lernte Astrologie bei Wolfgang Döbereiner und vertrat bald die Auffassung, man könne mit ihrer Hilfe psychologische Diagnosen durchführen.
In den frühen 1970er Jahren führte Dethlefsen als Psychologiestudent Hypnose-Experimente durch, um unter seinen Freunden und Bekannten die Erinnerungen an vermeintliche frühere Leben zu demonstrieren. Nach seinem Psychologie-Diplom entwickelte er die Reinkarnationstherapie, die bis heute in verschiedenen Varianten von anderen Therapeuten angewandt wird, darunter von Ruediger Dahlke, der sich jedoch 1989 von Dethlefsen löste.
1974 gründete Dethlefsen das Institut für außerordentliche Psychologie, das er 1993 in den Kawwana-Konvent umwandelte. 1996 ließ er beim Amtsgericht München Kawwana – Kirche des Neuen Aeon eintragen, die er unter der selbstgewählten Bezeichnung „Vicarius“ leitete und die von 1999 bis Januar 2003 halböffentliche Veranstaltungen durchführte. Diese religiöse Gemeinschaft orientierte sich an Lehren des Zürcher Psychologen und Esoterikers Oskar Rudolf Schlag. 2003 erklärte Dethlefsen, die Kawwana-Kirche sei „in die Welt von Briah“ erhoben worden, legte die Bezeichnung „Vicarius“ ab und zog sich bis auf gelegentliche Vorträge weitgehend aus der Öffentlichkeit zurück. Der Tempel der Kirche wurde im Jahr 2009 abgerissen; zu diesem Zeitpunkt war die Webseite der Kirche schon seit geraumer Zeit permanent under construction.
Am 1. Dezember 2010 verstarb Thorwald Dethlefsen, der die letzten Jahre seines Lebens abgeschirmt von der Öffentlichkeit in Wien verbracht hatte. Sein Tod wurde erst einige Wochen später bekannt.

## Positionen

### Schicksal
Dethlefsen hat seine Position in dem Buch Schicksal als Chance beschrieben. Er ist davon überzeugt, dass der Mensch den „Gesetzen des Schicksals“ unterworfen sei, das ihm Themen zum Lernen, das heißt Möglichkeiten zur Erweiterung seines Bewusstseins aufzeige. In der Weigerung des Menschen, diese neuen Themen in sein Bewusstsein zu integrieren, sah Dethlefsen eine Missachtung der Schicksalsgesetze bzw. der (kosmischen) Ordnung, was zu Leid führe.
Dethlefsen zufolge gibt es eine Reihe von „Schicksalsgesetzen“, wie das „Gesetz des Anfangs“, das „Resonanzgesetz“ und ein so genanntes „Polaritätsgesetz“, wonach das menschliche Bewusstsein „polar“ ist.

### Hypnose
Um sein Konzept der Reinkarnation auszubauen, arbeitete Dethlefsen anfangs mit der Hypnose, in der er eine Möglichkeit sah, Erlebnisse früherer Leben und die eigene Geburt während der Trance erneut zu durchleben und damit ins Bewusstsein zu bringen. Bereits in Schicksal als Chance erklärte er, dieses Mittel nicht mehr zu benötigen, und übte scharfe Kritik an dem Versuch, mittels des Hypnotisiertwerdens zu Heilung gelangen zu wollen, da dies zwar – wie seiner Meinung zufolge auch die Schulmedizin – unter Umständen das Verschwinden von Krankheitssymptomen bewirkt, mangels eines bewussten Lernschrittes den Menschen aber nicht im eigentlichen Sinn heile.

### Krankheit
Dethlefsen war der Ansicht, dass der Mensch an sich krank, unheil bzw. sündig und schuldig ist. Diese Bezeichnungen verwendet er synonym, um aufzuzeigen, dass Krankheit nicht eine zeitweilige oder umgehbare „unliebsame Störung“ sei, sondern vom Wesen des Menschen impliziert ist.

„Man begreift nicht, daß Krankheit das kostbarste Gut der Menschheit ist, ja, sein Menschsein überhaupt ausmacht, da nur der Kranke heilbar ist. Die Krankheit macht den Menschen heilungsfähig – doch dazu muß er sie durchwandern, nicht umgehen. So wie die Krankheit ein mikrokosmischer Sündenfall ist, muß Heilung auch ein mikrokosmischer Erlösungsprozeß sein.“

Dieser Unheilszustand wiederum sei damit verbunden, dass der Mensch nicht alle Bewusstseinsinhalte (oder „Seinsprinzipien)“ gleichzeitig verwirklichen könne und die nicht gelebten Pole verdränge, welche den Schatten eines Menschen bilden würden und ihm unbewusst seien bzw. im Bewusstsein zur Vollkommenheit fehlen würden. Dethlefsen übernimmt diesen Begriff von C. G. Jung und fügt hinzu, dass Krankheitssymptome immer in die Stofflichkeit gesunkene Schattenaspekte des Menschen seien. Dadurch zwinge das „Schicksal“ den Menschen, sich doch mit den abgelehnten Lebensbereichen zu beschäftigen. Somit solle sich der Mensch bei jedem Symptom fragen, welchen „Schattenteil“ seiner selbst es verkörpere, um in der Integration (Einswerdung) des Schattens zur Ganzheit bzw. zum Heil zu finden.

„Es gibt keine sinnlosen Krankheiten.“

„An dieser Stelle dürfte auch verständlich werden, daß wir die heute übliche Einteilung in somatische, psychosomatische, psychische und geistige Krankheiten nicht übernehmen. […] Unsere Betrachtungsweise entspricht in etwa dem psychosomatischen Modell, jedoch mit dem Unterschied, daß wir diese Sicht auf alle Symptome anwenden und keine Ausnahmen zulassen. Die Unterscheidung ‚somatisch‘/‚psychisch‘ kann man bestenfalls auf die Ebene beziehen, auf der sich ein Symptom manifestiert – ist aber unbrauchbar, um Krankheit zu lokalisieren.“

Außerdem behauptet er, dass Krankheit häufig zur Machtausübung missbraucht werde: „Eine der häufigsten Formen in der heutigen Zeit, Macht auszuüben, ist die Krankheit. Krankheit garantiert in unserer Zeit dem einzelnen einen kritiklosen Freiraum für seine unbewußten Machtansprüche.“ Der Mensch habe sich „zu bemühen, eine möglichst nützliche Zelle zu sein, so wie er es von seinen Körperzellen erwartet, damit er nicht zum Krebsgeschwür dieser Welt wird. Verlässt er dennoch die Ordnung mutwillig, um seine missverstandene Freiheit auszukosten, so sollte er sich nicht wundern, wenn er eliminiert wird“, wobei Dethlefsen unter der „Elimination“ (dem Tod) lediglich die äußerste Eskalationsstufe einer Krankheit versteht. Mit „Tod“ ist allerdings nur der der Person gemeint, nicht der des Bewusstseins, denn dieses wird Dethlefsens Ansicht nach wiedergeboren.
Weigert sich ein Mensch, die Lernaufgaben, mit denen er (vom Schicksal bzw. der Welt) konfrontiert wird, zu bearbeiten, sinkt dieser Aspekt in sieben „Eskalationsstufen“ tiefer in den Schatten und äußert sich (1.) psychisch in Gedanken, Wünschen und Phantasien, (2.) in funktionalen Störungen, (3.) in akuten, körperlichen Störungen wie Entzündungen oder Unfällen, (4.) in chronischen Störungen, (5.) in unheilbaren Organveränderungen oder Krebs, (6.) im Tod des Menschen und (7.) in seinem Karma, welches sich wiederum in angeborenen Missbildungen ausdrücken kann.
In dem Buch Krankheit als Weg vertrat er zusammen mit Ruediger Dahlke die Behauptung, dass Krankheit unmittelbar zum Schicksal des Menschen gehöre: „Die Menschen haben Krebs, weil sie Krebs sind.“ Lerne der Mensch jedoch, mit den Gesetzen des Schicksals in Einklang zu leben, sprich die an ihn gestellten Lernaufgaben zu akzeptieren und zu meistern, werde der Grund für das Krankheitssymptom obsolet und es verschwinde:

„Wer ständig nach dem Verschwinden des Symptoms schielt, hat das Konzept noch nicht verstanden. Das Symptom lebt das Schattenprinzip – wenn wir dieses Prinzip bejahen, können wir schwerlich gleichzeitig das Symptom bekämpfen. Hier liegt ein Schlüssel. Das Akzeptieren des Symptoms macht es überflüssig. Widerstand erzeugt Gegendruck. Das Symptom verschwindet frühestens dann, wenn es dem Patienten gleich-gültig geworden ist.“

### Reinkarnation, Astrologie und Homöopathie
Dethlefsen behauptete, dass „Seelen“ immer wieder wiedergeboren werden mit der Bewusstseinsstufe, die sie beim Tod der vorhergehenden Inkarnation hatten (Reinkarnation); diese bildet sein Karma.

„Karma ist das höchste Gesetz in diesem Universum. Der Ausdruck davon ist unser Schicksal.“

Somit hätte jedes Leben einen seit der Geburt determinierten individuellen „Lehrplan“ (Prinzipien, mit denen er sich auseinandersetzen muss), der aus dem Radixhoroskop herausgelesen werden könne.

„Die Astrologie ist und bleibt die Lehre von den Urprinzipien, nicht von den Sternen. Die Planeten sind eine praktikable, jedoch ersetzbare Ebene.“

„Wahre Astrologie war und ist ein Einweihungsweg, der über die Selbsterkenntnis und Naturerkenntnis zur Gotteserkenntnis führt. Wahre Astrologie macht sich deshalb zum Schluß selbst überflüssig. Wahre Astrologie ist Philosophie – weshalb Schult von der „Astrosophie“ spricht – und nicht das Herumrühren an der Zukunft des Menschen.“

In der Homöopathie sah Dethlefsen ein „Urprinzip“ und vertrat die Hochpotenz-Homöopathie.

„Mit dem Simileprinzip hat Hahnemann ein Urprinzip gültig formuliert. Heilung kann nur durch Ähnlichkeit erfolgen – weshalb man jedes therapeutische System daran messen kann, ob es dem homöopathischen Prinzip gerecht wird oder nicht. Die Schulmedizin denkt allopathisch, sie versucht durch das Gegenteil – per contraria – zu heilen. Das Gegenteilprinzip widerspricht dem Weltgesetz. Widerstand erzeugt immer Widerstand, man kann damit Effekte erzielen, aber nicht heilen.“

## Kritik
Der Journalist Oliver Schröm schrieb in seinem am 28. Mai 1998 in der Zeit veröffentlichten Artikel "Braune Esoterik auf dem Vormarsch: Viele Bücher aus der New-Age-Szene zeichnen ein rassistisches Weltbild" über Thorwald Dethlefsen und sein Buch Schicksal als Chance. Das Urwissen zur Vollkommenheit (Goldmann, München 1998): 

„Der Esoterik-Bestsellerautor und Münchner Startherapeut Thorwald Dethlefsen schwadroniert darin im Stürmer-Stil: Der Mensch «hat sich zu bemühen, eine möglichst nützliche Zelle zu sein, so wie er es von seinen Körperzellen erwartet, damit er nicht zum Krebsgeschwür dieser Welt wird. Verläßt er dennoch die Ordnung mutwillig, um seine mißverstandene Freiheit auszukosten, so sollte er sich nicht wundern, wenn er eliminiert wird».“

## Werke
- Das Leben nach dem Leben. Gespräche mit Wiedergeborenen. Bertelsmann, München 1974; Goldmann, München 1984, ISBN 3-442-11748-8.
- Das Erlebnis der Wiedergeburt. Heilung durch Reinkarnation. Bertelsmann, München 1976; Goldmann, München 1995, ISBN 3-442-43015-1.
- Schicksal als Chance. Esoterische Psychologie, das Urwissen zur Vollkommenheit des Menschen. Bertelsmann, München 1979; Goldmann, München 1998, ISBN 3-442-16115-0.
- Krankheit als Weg. Deutung und Be-deutung der Krankheitsbilder (mit Ruediger Dahlke). Bertelsmann, München 1983; Goldmann, München 1998, ISBN 3-442-16101-0.
- Ausgewählte Texte. Hrsg. v. Hans Christian Meiser. Goldmann, München 1988, ISBN 3-442-11035-1.
- Gut und Böse. Ein Lesebuch (als Herausgeber). Goldmann, München 1989, ISBN 3-442-30538-1.
- Ödipus der Rätsellöser. Der Mensch zwischen Schuld und Erlösung. Bertelsmann, München 1990; Goldmann, München 2000, ISBN 3-442-12399-2.
- Den Schatten angliedern. Die theoretischen Grundlagen der Reinkarnationstherapie. In: Harald Wiesendanger (Hrsg.): Wiedergeburt. Fischer, Frankfurt am Main 1991, S. 71–96, ISBN 3-596-10031-3.